# DSA-262
La DSA-262 es una carretera perteneciente a la Red Secundaria de la Diputación Provincial de Salamanca que une la  SA-220  con la localidad de El Casarito.
También pasa por la localidad de San Martín del Castañar.

## Origen y Destino
La carretera  DSA-262  tiene su origen en San Miguel del Robledo en la intersección con la carretera  SA-220 , y termina en El Casarito en la intersección con la carretera  SA-201  formando parte de la Red de carreteras de Salamanca.